# 贝海燕
贝海燕（？—1998年2月）女，浙江宁波人，中国共产党及中华人民共和国官员。

## 生平
贝海燕6岁时随外婆到上海，和姐姐一起进卷烟厂当童工。1936年参加了中共领导的革命。1930年代，贝海燕参加了中国共青团。抗日战争爆发后，只身来到武汉，加入中国共产党，并且在武汉经人介绍同龙潜结婚，成为龙潜的第二任妻子。贝海燕原来有名字，参加革命后因为崇尚高尔基《海燕》中海燕的形像，乃更名为“贝海燕”。贝海燕擅长做衣服、织毛衣。当时邓颖超对外活动很多，母亲便常帮邓颖超做或改衣服。邓颖超曾将自己一条裙子送给贝海燕。
在重庆，贝海燕怀上儿子之后便去延安。当时抗日战争已经处于相持阶段，陕甘宁边区局面相对困难，中央提出自力更生、精兵简政，精简掉一批已怀孕和有幼儿的女同志，贝海燕是其中之一，住在招待所里。邓颖超号召有知识有经验的母亲们去当保育员。一些人不愿去，因为当保育员便不是干部而是工人，而贝海燕响应了邓颖超的号召，去保育院当了保育员。据说甘愿去当保育员的只有贝海燕一人，所以贝海燕受到了邓颖超表扬。贝海燕的丈夫龙潜自重庆回延安汇报工作，得知贝海燕当了保育员，很不高兴。邓颖超得知后，严厉批评了龙潜。1945年，贝海燕生下了女儿贝璐瑛。
第二次国共内战末期至中华人民共和国初期，龙潜随军南下到达湖南长沙。贝海燕随后带着她和龙潜所生的一子一女，也来到长沙与龙潜团聚。当时龙潜在长沙任湖南人民革命大学教务长，贝海燕便也进入湖南人民革命大学工作。因贝海燕喜爱唱歌，曾指挥过大合唱，还排过歌剧《赤叶河》，所以便当了湖南人民革命大学文工团班班主任。不久，贝海燕认为自己文化程度低，不适合在学校工作，便请求到基层、到厂矿去工作。中共党组织接受了贝海燕的请求，调她到长沙的“裕湘纱厂”任党委书记。贝海燕从此便用心工作。此时，文工团班有个女学员插入了龙潜、贝海燕夫妇之间。她比龙潜小26岁，又是高中毕业生。龙潜遂与贝海燕闹离婚，贝海燕不同意。中共党组织对龙潜进行严厉批评。当时中共湖南省委还就此作出一个决议，批判龙潜的资产阶级思想。龙潜乃要求调动离开湖南，于是被调到广东省任中共中央华南分局副秘书长。经过这场风波，龙潜与贝海燕不久便在1954年离婚。当时中共老干部离婚成风，为遏制此风，刘少奇亲自抓了一个好典型和一个坏典型。贝海燕后来回忆说，如果他们再迟几个月离婚，恐怕龙潜想离婚也离不了。
离婚后，龙潜给贝海燕写过一封信，承认自己辜负了贝海燕，但又表示他们是经过多次协议才协议离婚，为何贝海燕要向周恩来告状？贝海燕并没给周恩来写信告状，后来她才得知，此信是龙潜的长子（龙潜第一任妻子所生）写的，因为他也不满龙潜的离婚行为。
1963年暑假，贝海燕已上高中的女儿贝璐瑛到北京看望父亲龙潜。一次晚间看演出，周恩来、邓颖超夫妇也到了，他们没坐在一起。周恩来一出现，全场起立鼓掌。演出结束退场时，邓颖超看到龙潜，便过来打招呼。龙潜向邓颖超介绍贝璐瑛说：“这是我女儿。”本来很慈祥的邓颖超突然沉下脸来，看着贝璐瑛说：“你妈妈贝海燕是上海工人，是个坚定的革命者，是个好干部，非常好的干部！你要好好向你妈妈学习！”回到长沙后，贝璐瑛将邓颖超的话告诉了贝海燕，贝海燕感动得流泪。
文革后期，贝海燕任湖南省轻工业局副局长。1976年周恩来逝世时，正在长沙的贝海燕不顾禁令，主持了好几场追悼活动，并讲述周恩来的往事。
1977年8月22日至24日，湖南省纺织工程学会召开原理事会议，并邀请有关人员参加，会议讨论了《湖南省纺织工程学会章程（讨论稿）》，推选了湖南省缤织工程学会第四届理事43人（其中常务理事19人），由湖南省轻工业局副局长贝海燕兼任该学会理事长。后来，贝海燕曾任湖南省纺织工业厅厅长。
1977年11月8日至18日，湖南省政协第四届委员会第一次会议在长沙举行，会议选举了湖南省政协第四届委员会常务委员会，贝海燕当选为常务委员。
1998年2月，贝海燕逝世。她工作过的湘潭纺织厂有一千多人赶到长沙参加追悼会。

## 家庭
- 前夫：龙潜，抗日战争初期在武汉与贝海燕结婚，二人育有一子一女。1954年离婚。[1][6][3]
  - 次子：1941年生于延安。[1][3]
  - 长女：贝璐瑛，1945年贝海燕生。[1][3]
    - 外孙：贝志城，贝璐瑛所生，北京大学力学系1992级学生，1997年退学创业，“朱令铊中毒事件”受害者朱令的高中同学。